# Astragalus jaegerianus
Astragalus jaegerianus là một loài thực vật có hoa trong họ Đậu. Loài này được Munz miêu tả khoa học đầu tiên.